# برنامج محاكاة PSIM
PSIM هو برنامج محاكاة الدارات الإلكترونية وهو مصمم خصيصا لأجل دارات الإلكترونيات الصناعية(الكترونيات القدرة) والمبدلات الترددية لكنه يستطيع محاكاة أي دارة إلكترونية. تم تطوير البرنامج من قبل Powersim، يستخدم PSIM طريقة تحليل كمونات العقد وطريقة التكامل وفق قاعدة شبه المنحرف كأساس في خوارزمية المحاكاة. يوفر البرنامج واجهة تخطيطية للدارة ومراقب لأشكال الموجات. يملك البرنامج عدة موديولات والتي تمتد وظائفها إلى مجالات محددة من تصميم ومحاكاة الدارات مثل: نظرية التحكم ، المحركات الكهربائية ، الألواح الضوئية والعنفات الريحية. يُستخدم PSIM في الصناعة للأبحاث وتطوير المنتجات وكذلك يستخدم في المؤسسات التعليمية للأبحاث والتدريس.

## المقارنة مع SPICE
يملك برنامج PSIM سرعة محاكاة أكبر من حزمة SPIC . مع الموديولات الرقمية الإضافية فإنه يمكن محاكاة معظم أنواع الخوارزميات المنطقية. بما أن برنامج PSIM يستخدم مبدلات مثالية فإن الموجات التي يتم محاكاتها سوف تعكس ذلك مما يجعل برنامج PSIM أكثر ملائمة لدراسات مستوى النظام أكثر من دراسات التحويل في المبدلات. إضافة لذلك يملك PSIM واجهة بسيطة مقارنة مع برامج المحاكاة الأخرى ونتيجة لذلك هو أكثر سهولة.

## الترخيص
يوجد خيارات ترخيص مختلفة لبرنامج PSIM. مثلا يوجد نسخة عرض مجانية والتي لاتنتهي مدتها ولكنها محدودة من حيث عدد المكونات وتسمح في محاكاة الدارات المعقدة. إن نسخة قياسية/طالب تسمح بمحاكاة دارات أقل تعقيدا. تملك Powersim خيارات ترخيص تعليمية، بعضها مجاني للمؤسسات التعليمية.